# Saint-Sylvestre (Ardèche)
Saint-Sylvestre ist eine französische Gemeinde mit 511 Einwohnern (Stand 1. Januar 2022) im Département Ardèche in der Region Auvergne-Rhône-Alpes. Sie gehört zum Arrondissement Tournon-sur-Rhône und zum Kanton Haut-Vivarais.

## Geografie
Saint-Sylvestre liegt am linken Ufer des Flusses Duzon, im Hügelland westlich der Rhône, 23 km nordwestlich von Valence.

## Bevölkerungsentwicklung
| Jahr                       | 1962 | 1968 | 1975 | 1982 | 1990 | 1999 | 2007 | 2016 |
| Einwohner                  | 507  | 475  | 385  | 363  | 334  | 350  | 461  | 507  |
| Quellen: Cassini und INSEE |      |      |      |      |      |      |      |      |

## Sehenswürdigkeiten
- Burg Château de Saint-Sylvestre
- Römische Brücke

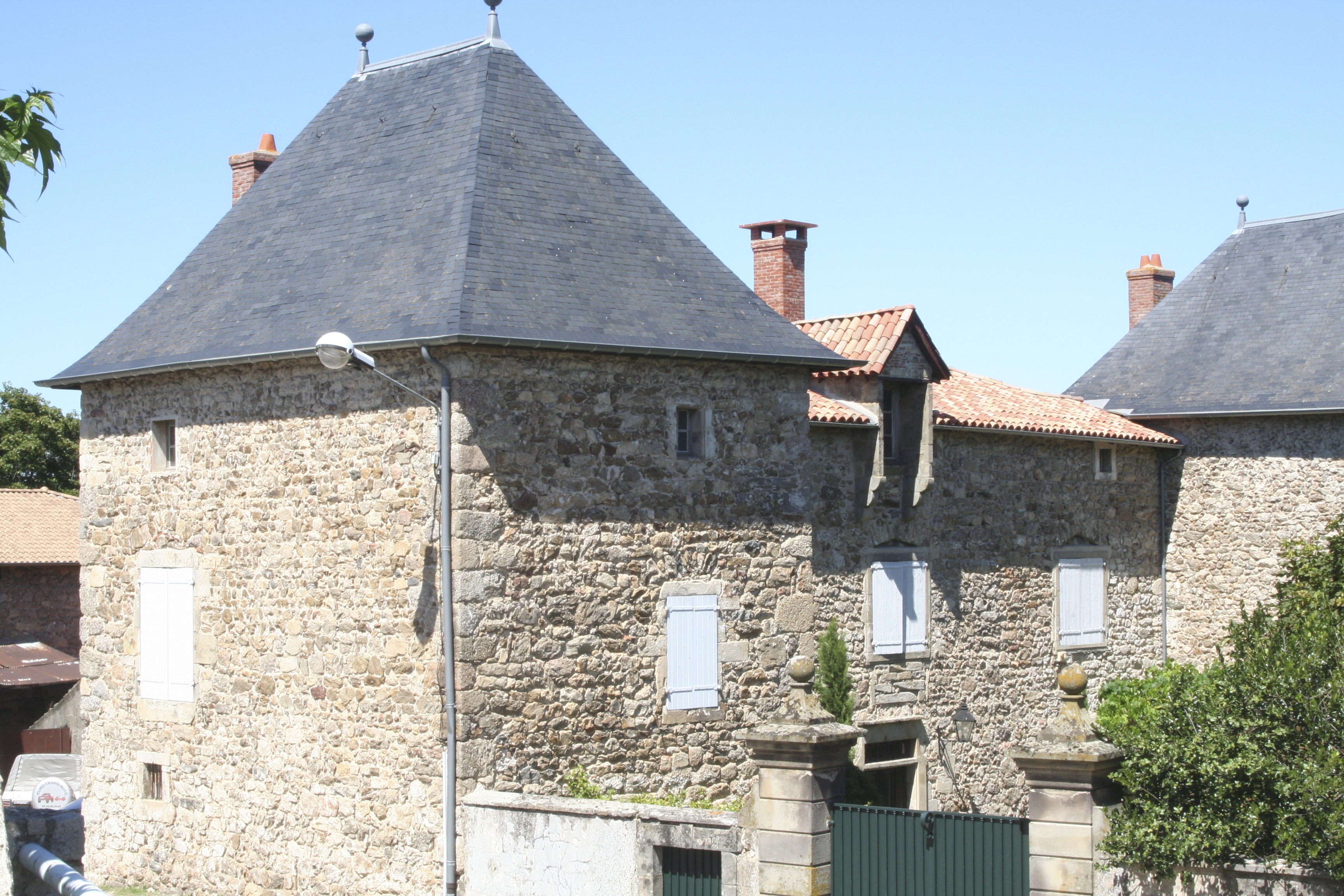
Château de Saint-Sylvestre

- Kapelle Saint-Martin de Galejas mit ihrem legendären Brunnen, dessen Wasser Hautkrankheiten heilen soll.